# 四氟硼酸五羰基铼
四氟硼酸五羰基铼是一种有机铼化合物，化学式为[Re(CO)5][FBF3]。它可由甲基五羰基铼和氟硼酸乙醚合物（或氟硼酸三苯基碳）反应得到：
Re(CO)5CH3 + HBF4(Et2O) → Re(CO)5(FBF3) + CH4 + Et2O
Re(CO)5CH3 + (C6H5)3CBF4 → Re(CO)5(FBF3) + H3CC(C6H5)3
它可以提供亲电性强的Re(CO)5+和P(CN)3或P(CN)2−反应，分别得到[(CO)5Re]3P(CN)3(BF4)3和(CO)5ReP(CN)2。它和芳香胺反应，可以得到离子型氟硼酸盐[(OC)5Re(H2N-R)]+BF4−（R=芳环，如C6H5、3-NO2C6H4等）。

## 拓展阅读
- Wolfgang Beck. . Zeitschrift für anorganische und allgemeine Chemie. 2013-10, 639 (12-13): 2117–2124  [2022-06-15]. doi:10.1002/zaac.201300273. （原始内容存档于2022-06-24） （英语）.